# 제국친위대
제국친위대(프랑스어: Garde Impériale)는 프랑스 제1제국의 대육군에서 나폴레옹에게 충성하는 부대이다. 본래 소규모로 시작했으나, 점차 확대되어 나폴레옹의 개인 경호 및 전술적 예비대로 사용되는 정예병력이 되었다. 친위대는 참모, 보병, 포병, 기병연대들로 나뉘었으며, 대대 규모의 공병과 해병도 존재했다. 또한 친위대 내부에서도 숙련도에 따라 고참친위대, 중견친위대, 신규친위대가 나뉘었다.

## 편제
참모
- 친위대 총참모부

보병

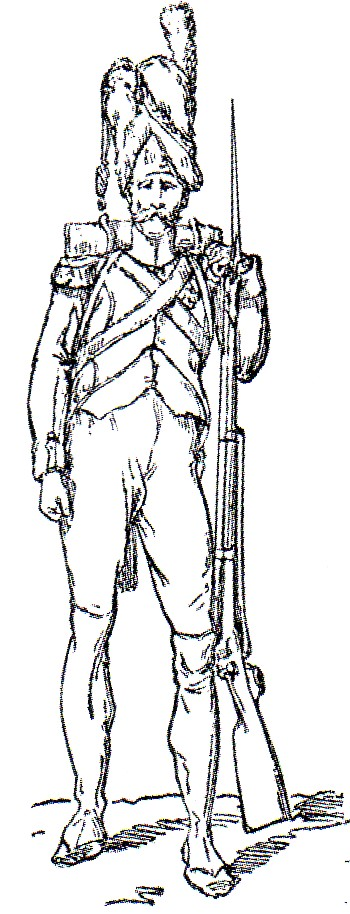
척탄병
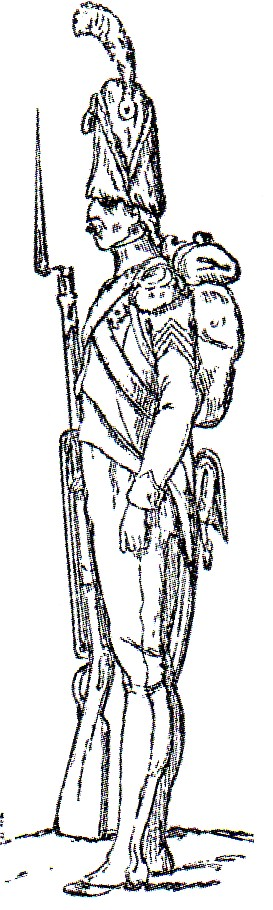
엽보병
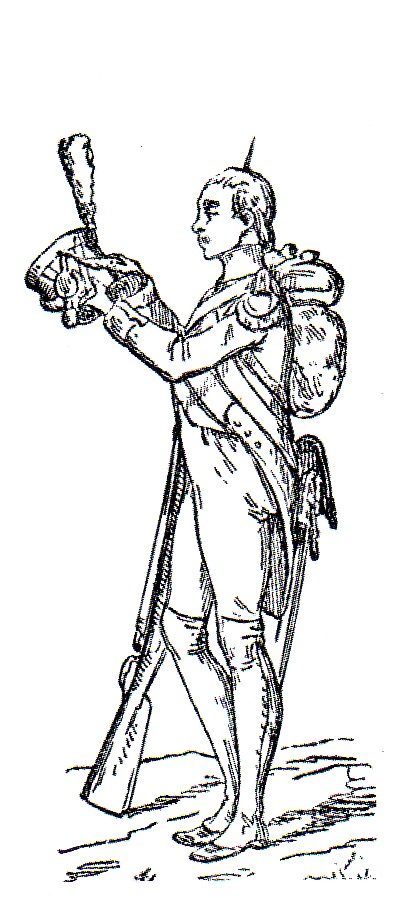
제1척탄보병연대

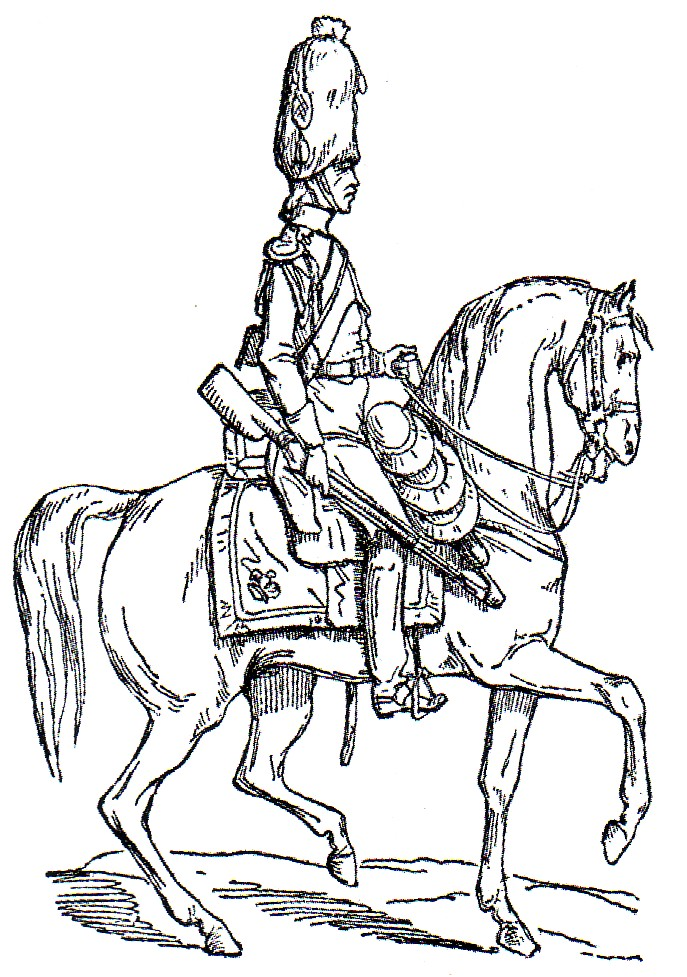
제2척탄보병연대
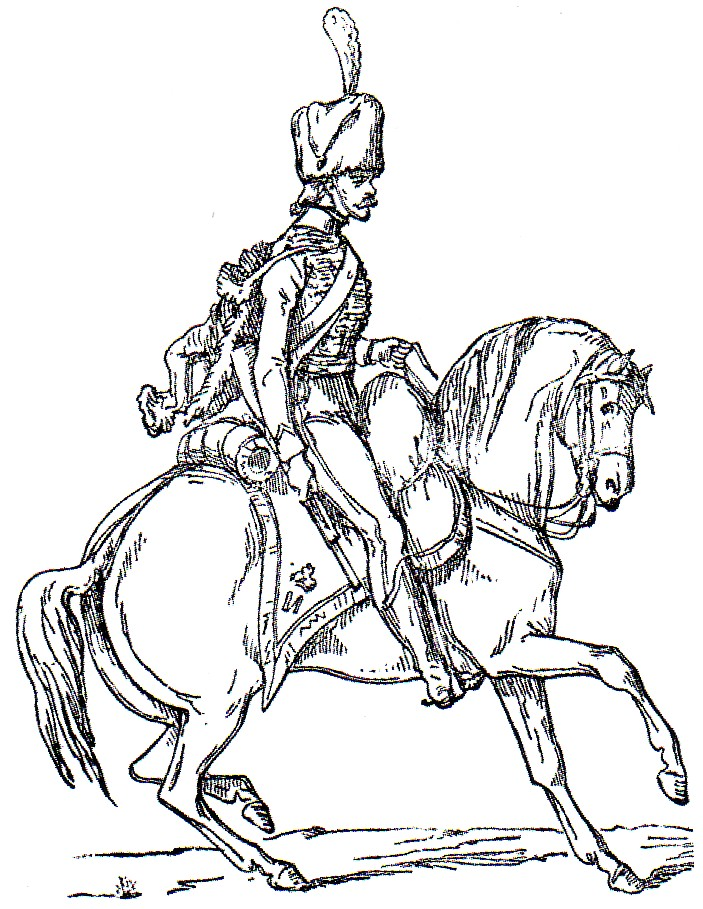
기마포병
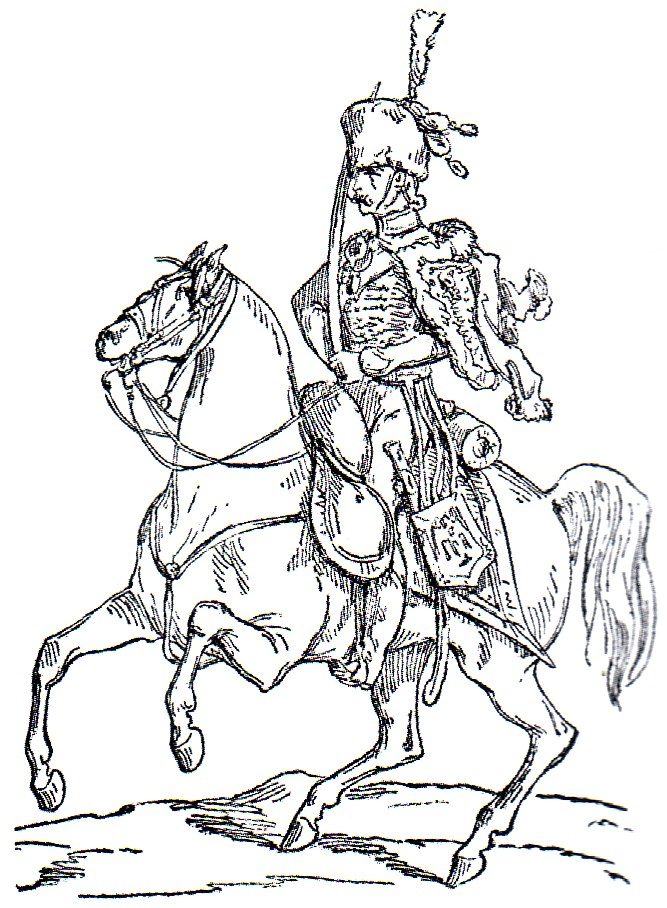
엽기병
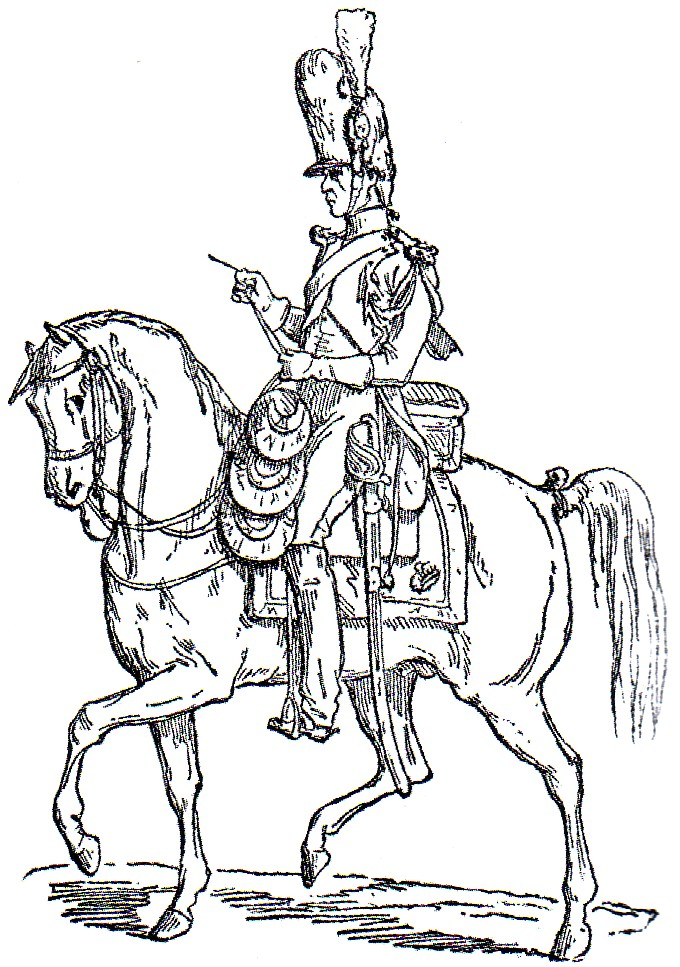
정예헌병
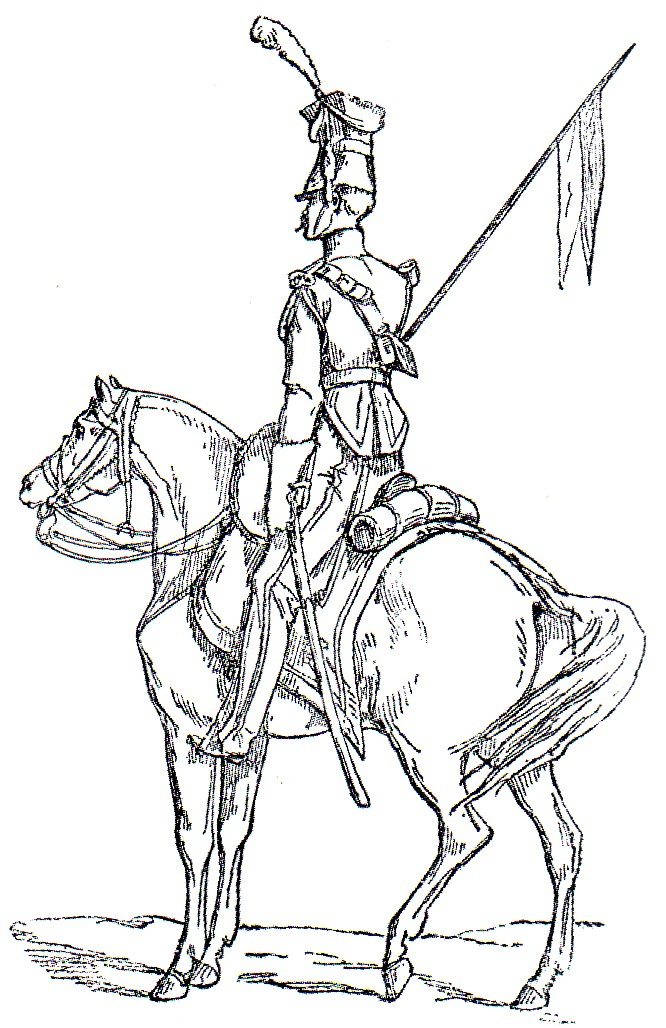
창기병
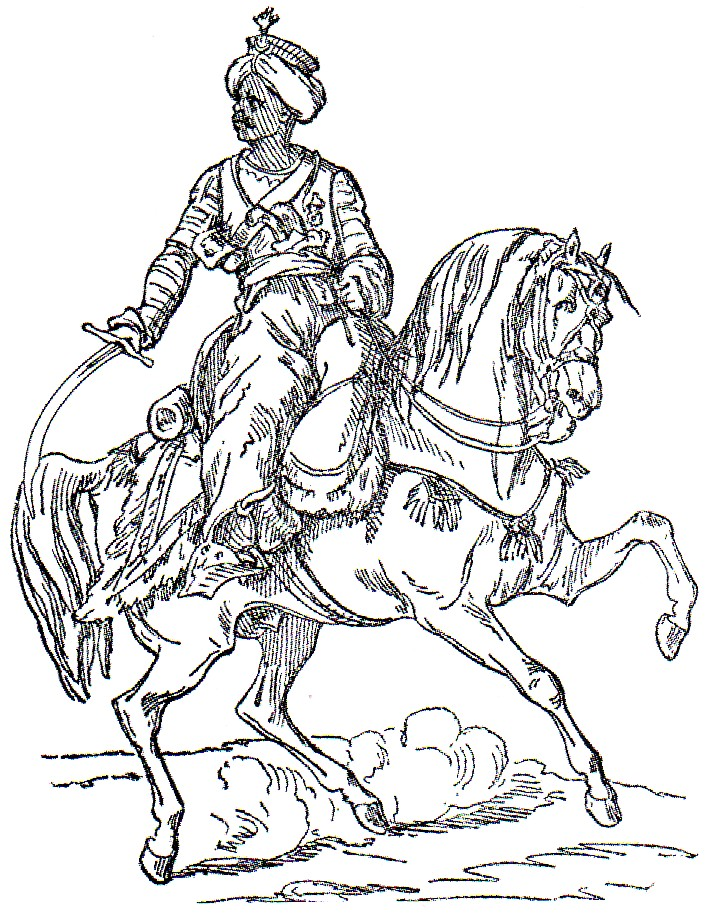
맘루크
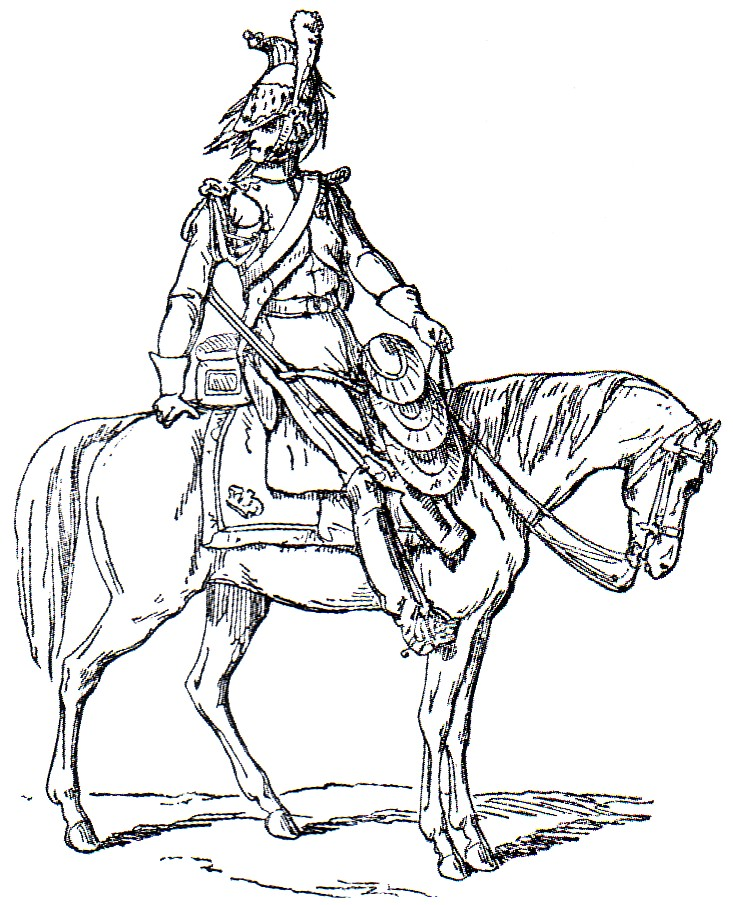
황후의 용기병
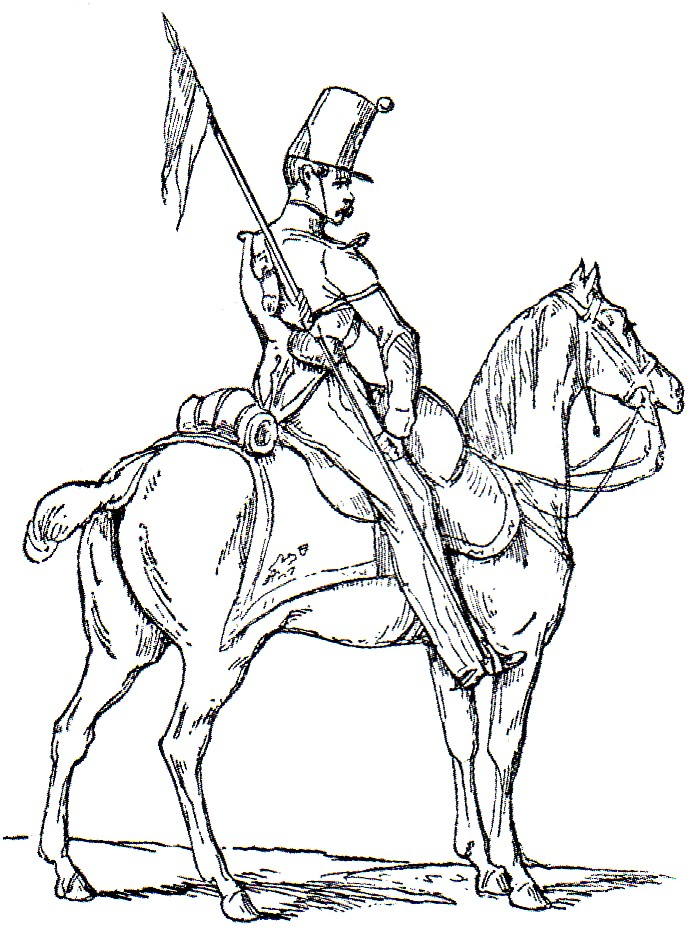
정찰대

- 제3척탄보병연대
- 제4척탄보병연대
- 제1엽보병연대
- 제2엽보병연대
- 제3엽보병연대
- 제4엽보병연대
- 수발총척탄병연대
- 수발총엽보병연대
- 척후척탄병연대
- 척후엽보병연대
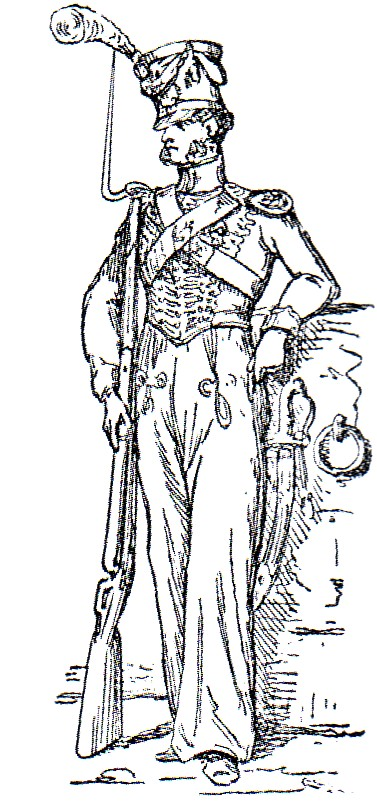
친위도약병연대
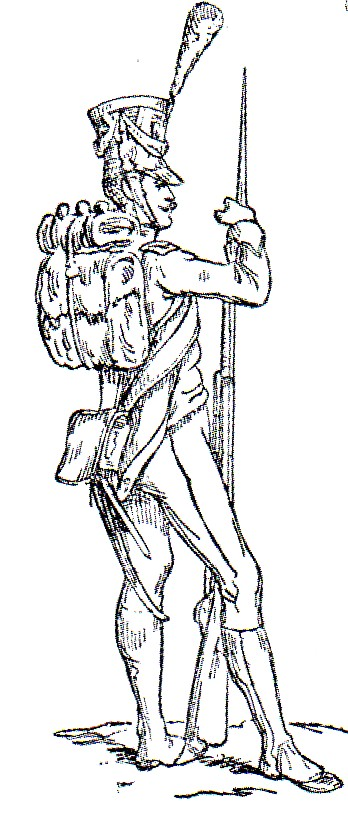
징집척탄병연대
- 징집엽보병연대
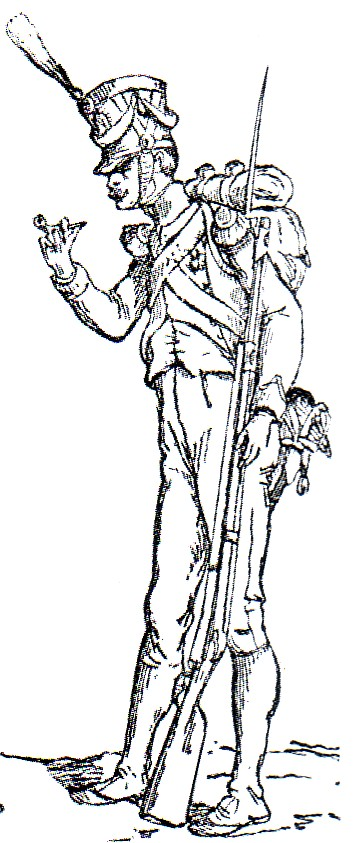
친위국민위병연대
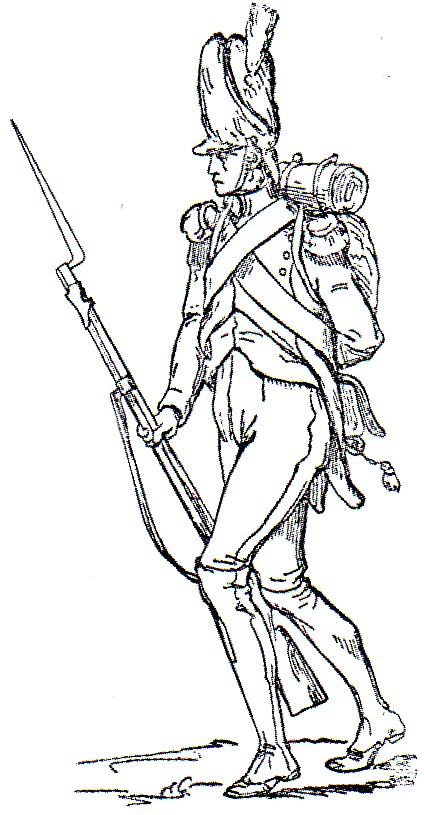
보포병
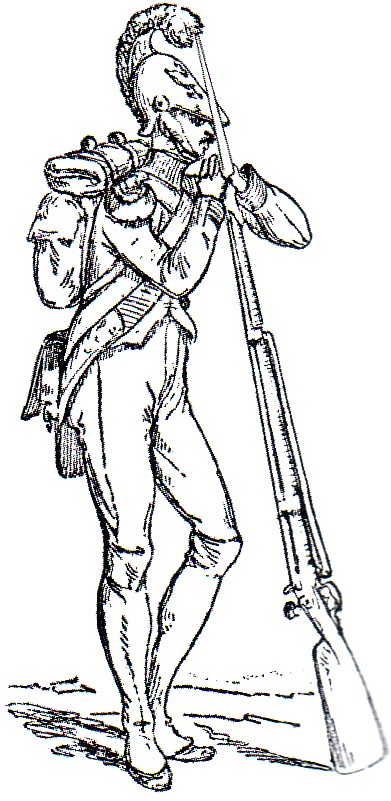
친위공병

- 측면척탄엽보병연대

- 척탄병
- 엽보병
- 수발총척탄병
- 친위해병
- 척후척탄병
- 친위도약병
- 보포병
- 친위공병

기병
- 기마척탄병연대
- 엽기병연대
- 황후의 용기병연대
- 친위정찰대
- 제1폴란드창기병연대
- 제2프랑스-네덜란드창기병연대
- 제3리투아니아창기병연대
- 맘루크 연대
- 정예헌병대
- 명예친위연대

- 기마척탄병
- 기마포병
- 엽기병
- 정예헌병
- 창기병
- 맘루크
- 황후의 용기병
- 정찰대

포병
공병
해병